# Рок-опера
Рок-о́пера (англ. rock opera) — жанр рок-музыки. Возник в конце 1960-х годов; по мнению некоторых музыковедов, является разновидностью мюзикла.
Рок-оперы представляют собой музыкально-сценические произведения, где в ариях, исполняемых множеством вокалистов по ролям, раскрывается сюжет оперы. При этом музыка арии написана в стиле рок, на сцене могут вместе с солистами присутствовать гитаристы и прочие рок-музыканты.
Рок-оперы могут быть как единоразовой записью, так и постоянно действующим представлением с постоянным или меняющимся составом исполнителей. Часто для записи или живого исполнения рок-опер на главные роли приглашают солистов из известных групп. Наличие ролей и сюжета отличает рок-оперы от простого концептуального альбома.

## История
Жанр рок-оперы возник в 1960-х годах. Основоположником жанра и изобретателем самого термина «rock opera» считается Пит Таунсенд, лидер рок-группы The Who. Именно этот коллектив в 1969 году выпустил альбом «Томми» (Tommy), на обложке которого впервые значилось название нового жанра. Однако исторически первооткрывателями жанра может считаться британская группа The Pretty Things с концептуальным альбомом «S.F. Sorrow», записанным в 1967 и вышедшем в 1968 году, но не имевшем, в отличие от «Томми», оглушительного коммерческого успеха.

## Известные рок-оперы

### За рубежом
- «S. F. Sorrow» (1968) — группа The Pretty Things
- «Tommy» (1969) — группа The Who
- «Иисус Христос — суперзвезда» (1971) — Эндрю Ллойд Уэббер, Тим Райс
- «Квадрофения» (англ. Quadrophenia, 1973) — группа The Who
- «The Wall» (1979) — группа Pink Floyd
- «Freudiana» — Эрик Вульфсон
- «Operation: Mindcrime» (1988) — группа Queensryche
- «Streets: A Rock Opera» (1991) — группа Savatage
- «The Final Experiment» (1994) — Ayreon
- «Into the Electric Castle» (1998) — Ayreon
- «Nostradamus» (2001) — Николо Коцев
- «Avantasia» (2001—2002) — Тобиас Саммет (Edguy)
- «American Idiot» (2004) — Green Day
- «The Human Equation» (2004) — Ayreon
- «The Black Parade» (2006) — My Chemical Romance
- «Nostradamus» (2008) — Judas Priest
- «Рипо! Генетическая опера» (2008)
- «She» (2008) — проект Caamora Клайва Нолан
- «21st Century Breakdown» (2009) — Green Day
- «Моцарт. Рок-опера» (2009) — Dove Attia et Albert Cohen
- «Человек-паук: Погасить тьму» (2011) — Стэн Ли
- «Lačplēsis» (2013) — группа Autobuss Debesis (Bus in the Sky)
- «Beloved Antichrist» (2018) — Therion

### в СССР и России
Русскоязычные рок-оперы представлены рядом произведений советского периода:
- «Орфей и Эвридика» (1975) Александра Журбина
- «Звезда и смерть Хоакина Мурьеты» (1975) Алексея Рыбникова
- «Юнона и Авось» (1980) Алексея Рыбникова
- «Фламандская легенда» (1982) Ромуальда Гринблата (театр «Рок-Опера»)
- «Стадион» (1985), «Мастер и Маргарита» Александра Градского
- «Алые паруса» А. Богословского (записана ВИА «Музыка» в 1977 году)
- «Улица» (1989) Владимира Преснякова-старшего
- «Белая ворона» (рок-опера, комп. Геннадий Татарченко, один из исполнителей В. Леонтьев)
- «Гусляр» (1979) Песняры

а также современными произведениями:
- «Жанна д’Арк»
- «Паганини»
- «Кентервильское привидение»
- «Царь-Девица»
- «Ангел Мести» Сергея Ефимова и Дарьи Достоваловой
- «Эльфийская рукопись» (2004) — группа Эпидемия
- «Эльфийская Рукопись: Сказание на все времена» (2007) — группа Эпидемия
- «Парфюмер» (2007) Игоря Демарина
- «Мастер и Маргарита» (2009) Александра Градского
- «Дорога без возврата» (2009) — группа ESSE
- «Последнее испытание» (2009) Антона Круглова и Елены Ханпиры
- «Ангел мести» (2010) — группа «Голос Неба»
- «TODD» (2012—2013) — группа «Король и Шут»
- «Сокровище Энии» (2014) — группа «Эпидемия»
- «Урфин Джюс и его деревянные солдаты» (2016) — группа Power Tale
- «Пугачев» (Рок-Синдром, Сергей Есенин) (2016) — Рок-Синдром — «Пугачов — музыка бунтарей» на полный текст драматической поэмы Сергея Есенина «Пугачов», 1922 (через «О», согласно орфографическим правилам тех лет)
- «Окситания» — проект Margenta в рамках проекта «Династия Посвящённых»
- «Легенда Ксентарона» (2018) — группа «Эпидемия»
- «Огненный Бог Марранов» (2019) — группа Power Tale
- «Орфей» (2020—2021) — рок-опера Ольги Вайнер, сюжетом которой стало объединение мифа об Орфее и Эвридике и мифа о похищении Персефоны
- "Поселение Лунный свет" (2024) - рок-опера Евгения Христолюбова (HRISTICK)
- "Икар" (2024) - Рок-опера режиссера Антона Преснова

### Особенности рок-опер в СССР и России
Алексей Рыбников позиционирует свои произведения как «современную оперу», Виктор Аргонов определил жанр своей оперы «2032: Легенда о несбывшемся грядущем» как оперу в стиле техно. Вместе с тем, общей особенностью большинства перечисленных произведений является крупная форма, наличие как вокальных, так и речевых и инструментальных участков, философская и историческая направленность, связь с русскими классическими традициями (в особенности у Рыбникова и Артемьева).
В последнее время на территории России стали популярными фолк-рок-оперы, такие как оперы рок-ордена «Тампль» («Тампль», «Жанна д’Арк») и другие, а также по мотивам произведений фэнтези «Дорога без возврата».
Постановки в этом жанре, как правило, реализуются антрепризно или в театрах других направлений — драматических, в лучшем случае музыкальных. Единственный театр на территории Российской Федерации, специализирующийся на рок-операх, это Санкт-Петербургский театр «Рок-опера».